# Юго-западные ломбардские диалекты
Юго-западные ломбардские диалекты — группа диалектов западноломбардского языка, употребляемые в провинциях Павия, Лоди, Новара, Кремона, на юге исторической Инсубрии. Группа включает в себя павийский, лодийский, новарский, кремонский и другие диалекты.